# ふしぎ遊戯-永光伝-サウンドトラック
『ふしぎ遊戯-永光伝-サウンドトラック』（ふしぎゆうぎ えいこうでん サウンドトラック）は、OVA『ふしぎ遊戯 -永光伝-』のサウンドトラックである。2002年3月6日にサイトロン・デジタルコンテンツよりリリースされた。

## 解説
上野洋子が歌うOVA『ふしぎ遊戯 -永光伝-』オープニングテーマ・「地上の星座」、同アニメエンディングテーマで子安武人が歌う「YES-ここに永遠がある-」が収録されている。また酒井良がプロデューサーを務めた。

## 曲目
1. 地上の星座
  - OVA『ふしぎ遊戯 -永光伝-』オープニングテーマ
  - 作詞：森由里子、作曲・編曲：酒井良、歌：上野洋子
2. 真夜
  - 作曲：酒井良
3. ささやかな幸せ
  - 作曲：酒井良
4. 追憶
  - 作曲：酒井良
5. drone
  - 作曲：酒井良
6. Gift
  - 作曲：酒井良
7. これからの生活へ
  - 作曲：酒井良
8. 四神天地書
  - 作曲：酒井良
9. Tell Me The Place,Where I Should Be
  - 作曲：酒井良
10. 朱雀
  - 作曲：酒井良
11. 紅南国
  - 作曲：酒井良
12. Speak To Me
  - 作曲：酒井良
13. 迷い
  - 作曲：酒井良
14. 決意
  - 作曲：酒井良
15. 偽り
  - 作曲：酒井良
16. 日々是好日
  - 作曲：酒井良
17. Attack1
  - 作曲：酒井良
18. Attack2
  - 作曲：酒井良
19. Attack3
  - 作曲：酒井良
20. 邪悪なる鳥
  - 作曲：酒井良
21. 暗雲
  - 作曲：酒井良
22. 迫り来る闇
  - 作曲：酒井良
23. 思惑
  - 作曲：酒井良
24. Hear That Scream
  - 作曲：酒井良
25. 無償の愛
  - 作曲：酒井良
26. 喪失
  - 作曲：酒井良
27. 目覚め
  - 作曲：酒井良
28. 朱雀召還
  - 作曲：酒井良
29. それぞれの世界へ
  - 作曲：酒井良
30. YES-ここに永遠がある-
  - OVA『ふしぎ遊戯 -永光伝-』エンディングテーマ
  - 作詞：森由里子、作曲・編曲：酒井良、歌：子安武人
31. Blessing
  - 作曲：酒井良